# 두 개의 문
"두 개의 문"은 2012년 6월 21일에 개봉된 대한민국의 영화이다. 2009년 1월 20일에 발생한 용산4구역 철거현장 화재 사건을 다룬 다큐멘터리 영화이다. 김일란과 홍지유가 연출하였다.

## 출연

### 주연
- 권영국
- 김형태
- 류주형
- 박진
- 박성훈

## 기타
- 음향: 표용수

## 같이 보기
- 용산4구역 철거현장 화재 사건